# Комансак
Комансак (фр. Commensacq) насеље је и општина у југозападној Француској у региону Аквитанија, у департману Ланд која припада префектури Мон де Марсан.
По подацима из 2011. године у општини је живело 413 становника, а густина насељености је износила 5,8 становника/km². Општина се простире на површини од 71,24 km². Налази се на средњој надморској висини од 75 метара (максималној 84 m, а минималној 49 m).

## Демографија
| 1962. | 1968. | 1975. | 1982. | 1990. | 1999. | 2011. |
| ----- | ----- | ----- | ----- | ----- | ----- | ----- |
| 415   | 436   | 332   | 328   | 345   | 320   | 413   |

График промене броја становника у току последњих година